# José Antonio Duro
José Antonio Duro (* 22. Oktober 1875 in Portalegre, Portugal; † 18. Januar 1899 in Lissabon, Portugal) war ein portugiesischer Lyriker der Dekadenz.

## Leben und Wirken
Duro entstammte einer Industriellen-Familie und besuchte die Polytechnische Schule Lissabon. Schon als Schüler hatte er die Literatur entdeckt und las eifrig Charles Baudelaire, António Nobre und Cesario Verde. Den Großteil seines jungen Lebens verbrachte er in Cafehäusern in Lissabon mit dem Diskutieren über Literatur und Kunst. Sein Charakter wird als schattig und düster beschrieben.
Der Dichter Alberto de Serpa widmete ihm ein Gedicht, in Lissabon ist eine Straße nach ihm benannt, in seiner Heimatstadt Portalegre steht seit 1944 eine Dichterbank mit Versen und einem Konterfei von Duro.
Der Dichter starb an den Folgen von Tuberkulose.

## Literarisches Schaffen
Sein Werk wurde durch die Dekadenz geprägt, ein häufiges Sujet in der portugiesischen Poetik dieser Zeit. Er schrieb offen über Prostitution, den Tod, die Tuberkulose und seine Schmerzen.
Insgesamt gilt seine Lyrik als pessimistisch, melancholisch, morbide und dekadent.

## Werk
- Flores, 1896, Lyrik.
- Fel, 1898, Lyrik.